# Xambes
Xambes é uma comuna francesa na região administrativa da Nova Aquitânia, no departamento de Charente. Estende-se por uma área de 5,25 km². Em 2010 a comuna tinha 277 habitantes (densidade: 52,8 hab./km²).